# Marcin Thiede
Marcin Thiede (ur. 13 września 1976 w Bydgoszczy) – polski piłkarz, występował na pozycji obrońcy.
W barwach Zawiszy Bydgoszcz (1992–1994) rozegrał cztery mecze w I lidze. Zadebiutował w niej mając 16 lat i 13 dni – 26 września 1992 roku wystąpił w przegranym 1:6 meczu z Wisłą Kraków. Ponadto grał m.in. w Elanie Toruń (występy w II lidze w latach 1996–1999).
W 1993 roku wraz z reprezentacją Polski U-16 został mistrzem Europy na turnieju rozegranym w Turcji. Również w 1993 wraz z kadrą do lat 17 brał udział w mistrzostwach świata w Japonii. Wystąpił w pięciu meczach, a w serii rzutów karnych przegranego spotkania o trzecie miejsce z Chile nie strzelił gola.